# 斯巴達 (印第安納州)
斯巴達（英語：Sparta）是位於美國印地安納州迪爾伯恩縣的一個非建制地區。該地的面積和人口皆未知。

## 地理
斯巴達的座標為39°06′19″N 85°02′43″W / 39.10528°N 85.04528°W，而該地的平均海拔高度為279米（即915英尺）。